# Newport (Maine)
Pour les articles homonymes, voir Newport.
Newport est une ville du comté de Penobscot dans l’État du Maine aux États-Unis.
En 2012, sa population était de 3 256 habitants.